# Ray Borner
Raymond Helmut Borner, detto Ray (Ballarat, 27 maggio 1962), è un ex cestista australiano.

## Carriera
Con l'Australia ha disputato quattro edizioni dei Giochi olimpici (Los Angeles 1984, Seul 1988, Barcellona 1992, Atlanta 1996) e quattro dei Campionati mondiali (1982, 1986, 1990, 1994).